# Saison 2 de Bonne chance Charlie
Chronologie
Saison 1 Saison 3
Cet article recense les épisodes de la deuxième saison de la série télévisée américaine Bonne chance Charlie (Good Luck, Charlie!).

## Épisodes

### Épisode 1:Charlie a deux ans
- États-Unis : 20 février 2011
- France : 8 juin 2011

- États-Unis : 4,24 millions de téléspectateurs[1] (première diffusion)

### Épisode 2:Forfait pas illimité
- États-Unis : 27 février 2011
- France : 31 août 2011

- États-Unis : 3,429 millions de téléspectateurs[2] (première diffusion)

### Épisode 3:Charlie et Monsieur Popot
- États-Unis : 6 mars 2011
- France : 7 septembre 2011

- États-Unis : 4,059 millions de téléspectateurs[3] (première diffusion)

### Épisode 4:Mères contre filles
- États-Unis : 13 mars 2011
- France : 14 septembre 2011

- États-Unis : 3,052 millions de téléspectateurs[4] (première diffusion)

### Épisode 5:Duncan contre Duncan
- États-Unis : 20 mars 2011
- France : 21 septembre 2011

- États-Unis : 3,336 millions de téléspectateurs[5] (première diffusion)

### Épisode 6:Cartes sur tables
- États-Unis : 27 mars 2011
- France : 28 septembre 2011

- États-Unis : 3,685 millions de téléspectateurs[6] (première diffusion)

- Calum Worthy
- Matt Prokop

### Épisode 7:Bataille musicale
- États-Unis : 3 avril 2011
- France : ?

- États-Unis : 2,779 millions de téléspectateurs[7] (première diffusion)

### Épisode 8:Tous en piste
- États-Unis : 10 avril 2011
- France : 5 octobre 2011

- États-Unis : 3,461 millions de téléspectateurs[8] (première diffusion)

- Cameron Boyce

### Épisode 9:Gardons notre calme
- États-Unis : 15 avril 2011
- France : 12 octobre 2011

- États-Unis : 3,557 millions de téléspectateurs[9] (première diffusion)

### Épisode 10:Mes faux parents et moi
- États-Unis : 1er mai 2011
- France : 17 octobre 2011

- États-Unis : 3,202 millions de téléspectateurs[10] (première diffusion)

### Épisode 11:Les Douze Ans et demi de Gabe
- États-Unis : 8 mai 2011
- France : 24 octobre 2011

### Épisode 12:La Rupture
- États-Unis : 15 mai 2011
- France : ?

### Épisode 13:Shake It Up!, Charlie
- États-Unis : 5 juin 2011
- France : ?

- États-Unis : 4,024 millions de téléspectateurs[11] (première diffusion)

- Bella Thorne
- Zendaya

### Épisode 14:Les Chaussures d'une reine
- États-Unis : 12 juin 2011
- France : ?

- États-Unis : 3,119 millions de téléspectateurs[12] (première diffusion)

### Épisode 15:Au revoir mon journal vidéo
- États-Unis : 19 juin 2011
- France : ?

- États-Unis : 4,133 millions de téléspectateurs[13] (première diffusion)

### Épisode 16:Ticket gagnant
- États-Unis : 26 juin 2011
- France : ?

- États-Unis : 3,004 millions de téléspectateurs[14] (première diffusion)

### Épisode 17:P. J. à New York
- États-Unis : 10 juillet 2011
- France : ?

- États-Unis : 3,513 millions de téléspectateurs[15] (première diffusion)

### Épisode 18:Vacances à Hawaii, partie 1
- États-Unis : 24 juillet 2011
- France : 7 mars 2012

- États-Unis : 4,933 millions de téléspectateurs[16] (première diffusion)

### Épisode 19:Vacances à Hawaii, partie 2
- États-Unis : 31 juillet 2011
- France : 7 mars 2012

- États-Unis : 4,144 millions de téléspectateurs[17]

### Épisode 20:Gracie, mon amour
- États-Unis : 7 août 2011
- France : ?

- États-Unis : 3,759 millions de téléspectateurs[18] (première diffusion)

### Épisode 21:La Reine des termites
- États-Unis : 21 août 2011
- France : ?

- États-Unis : 3,428 millions de téléspectateurs[19] (première diffusion)

### Épisode 22:Le Vinyle de Bob
- États-Unis : 28 août 2011
- France : ?

- États-Unis : 3,125 millions de téléspectateurs[20] (première diffusion)

### Épisode 23:Teddy sèche les cours
- États-Unis : 11 septembre 2011
- France : ?

- États-Unis : 3,185 millions de téléspectateurs[21] (première diffusion)

### Épisode 24:Les Duncan au bowling
- États-Unis : 25 septembre 2011
- France : ?

- États-Unis : 2,984 millions de téléspectateurs[22] (première diffusion)

### Épisode 25:Halloween chez les Duncan
- États-Unis : 9 octobre 2011
- France : 31 octobre 2012

- États-Unis : 4,451 millions de téléspectateurs[23] (première diffusion)

### Épisode 26:Retour à Super Adventure Land
- États-Unis : 23 octobre 2011
- France : ?

- États-Unis : 3,325 millions de téléspectateurs[24] (première diffusion)

### Épisode 27:Cachotteries chez les Duncan
- États-Unis : 6 novembre 2011
- France : 13 septembre 2012

- États-Unis : 4,555 millions de téléspectateurs[25] (première diffusion)

### Épisode 28:Il était une fois…
- États-Unis : 13 novembre 2011
- France : ?

- États-Unis : 3,083 millions de téléspectateurs[26] (première diffusion)

### Épisode 29:Les Duncan fêtent Thanksgiving
- États-Unis : 20 novembre 2011
- France : 29 février 2012

- États-Unis : 4,124 millions de téléspectateurs[27] (première diffusion)

### Épisode 30:Teddy va à la montagne
- États-Unis : 27 novembre 2011
- France : 7 mars 2012

- États-Unis : 3,954 millions de téléspectateurs[28] (première diffusion)